# Championnat du monde juniors de combiné nordique 2022
Les épreuves de combiné nordique des Championnats du monde juniors de ski nordique 2022 (pl) ont lieu du 28 février au 6 mars 2022 à Zakopane, en Pologne.
Quatre compétitions sont organisées : gundersen féminin sur 5 km, gundersen masculin sur 10 km, relais masculin sur 5 km et une épreuve mixte par équipes. Les courses sont diffusées sur TVP Sport.

## Résultats féminins

### Gundersen HS105 / 5 km
2 mars 2022
La favorite Gyda Westvold Hansen est absente en raison d'un test positif au Covid. Une deuxième norvégienne, Mille Marie Hagen, est également absente. Le concours de saut est dominé par l'Autrichienne Annalena Slamik grâce à un saut de 97,5 m,. Elle devance de 6 s la Japonaise Haruka Kasai qui a sauté à 95 m et de 12 s l'Italienne Annika Sieff qui a sauté à 93 m,. Cette dernière avait remporté le saut de réserve ainsi que le saut d'essai. Jenny Nowak est quatrième à 29 s et Yuna Kasai suit à 44 s. Lors de la course de ski de fond, Annika Sieff rattrape rapidement Haruka Kasai puis 
Annalena Slamik un peu plus tard. Elle emmène ensuite les deux autres athlètes afin d'empêcher le retour de Jenny Nowak et elle règle au sprint Haruka Kasai. La jeune  Nathalie Armbruster parvient à remonter jusqu'à la troisième place. Jenny Nowak termine quatrième devant Annalena Slamik. Lisa Hirner qui était une des favorites ne termine que huitième.
| Rang | Athlète             | Temps   |
| ---- | ------------------- | ------- |
| 1    | Annika Sieff        | 14:30,1 |
| 2    | Haruka Kasai        | +0,9    |
| 3    | Nathalie Armbruster | +3,2    |
| 4    | Jenny Nowak         | +10,1   |
| 5    | Annalena Slamik     | +23,4   |
| 6    | Hazuki Ikeda        | +24,0   |
| 7    | Maria Gerboth       | +54,1   |
| 8    | Lisa Hirner         | +1:16,6 |
| 9    | Cindy Haasch (en)   | +1:18,5 |
| 10   | Ema Volavšek (de)   | +1:21,3 |

## Résultats masculins

### Gundersen HS105 / 10 km
2 mars 2022
Lors de la course masculine, le Français Marco Heinis domine le concours de saut avec un saut de 100 m. Il est ex-aequo avec le Norvégien Sebastian Østvold (de) qui a sauté à 102 m. L'Autrichien Stefan Rettenegger est troisième à 15 s et il devance Iacopo Bortolas (en) qui est à 17 s et Simon Mach qui est à 18 s. Mattéo Baud est sixième à 20 s. Les écarts sont faibles et tout est ouvert pour la course de ski de fond. Lors de la course de ski de fond, Stefan Rettenegger remonte rapidement sur la tête et il est accompagné un temps par Sebastian Østvold. Finalement, il lâche le Norvégien et il s'impose en solitaire. Derrière, un groupe de poursuivants se forme avec Sebastian Østvold, Tristan Sommerfeldt, Simon Mach, Mattéo Baud et Perttu Reponen (fi) qui est revenu de l'arrière. Le Finlandais est rapide et il lâche les autres membres du groupe pour prendre la deuxième place devant les deux Allemands Tristan Sommerfeldt et Simon Mach.
| Rang | Athlète                | Temps   |
| ---- | ---------------------- | ------- |
| 1    | Stefan Rettenegger     | 23:30,9 |
| 2    | Perttu Reponen (fi)    | +33,8   |
| 3    | Tristan Sommerfeldt    | +39,8   |
| 4    | Simon Mach             | +41,9   |
| 5    | Sebastian Østvold (de) | +46,3   |
| 6    | Mattéo Baud            | +51,0   |
| 7    | Niklas Malacinski (de) | +1:51,5 |
| 8    | Waltteri Karhumaa      | +1:55,0 |
| 9    | Iacopo Bortolas (en)   | +1:55,1 |
| 10   | Jan Andersen           | +1:55,3 |

### Relais HS105 / 4 x 5 km
5 mars 2022
Lors de la course par équipes masculines, la Norvège domine le concours de saut. Elle devance de 28 s la France, de 47 s la Slovénie et les Etats-Unis. L’Autriche et la Finlande sont à plus d'un minute alors que l'Allemagne est à plus de deux minutes et 30 s en raison de la disqualification d'un athlète. Lors de la course de ski de fond, la Finlande remonte en tête lors du deuxième relais et Perttu Reponen (de) parvient à conserver quelques secondes d'avance à l'arrivée sur la Norvège. Pour la troisième place, le dernier relayeur Autrichien, Stefan Rettenegger, permet à l'Autriche de prendre le meilleur sur la France pour la troisième place.

## Relais mixte HS105 / 5 - 2,5 - 2,5 - 5 km
4 mars 2022
Lors de la compétition par équipe mixte, l'Autriche domine le concours de saut. Emmené par Stefan Rettenegger, l'équipe Autrichienne dispose de 20 s d'avance sur l'Allemagne et de 34 s sur l'Italie. Les trois pays disposent d'une marge importante sur les autres nations. Les équipes Japonaises et Norvégiennes sont à plus de deux minutes en raison de l'absence de Hazuki Ikeda et de la disqualification de Heidi Dyhre Traaserud. Lors de la course de ski de fond, l'Italien Stefano Radovan permet à son pays de passer en tête devant l'Allemagne alors que l'Autriche est lâché. L'Italien reste devant l'Allemagne jusque dans le dernier relais où Tristan Sommerfeldt prend le meilleur sur Iacopo Bortolas (en) lors du sprint final. L'Autriche prend la troisième place. 